# قطع (أعمال الحفر)

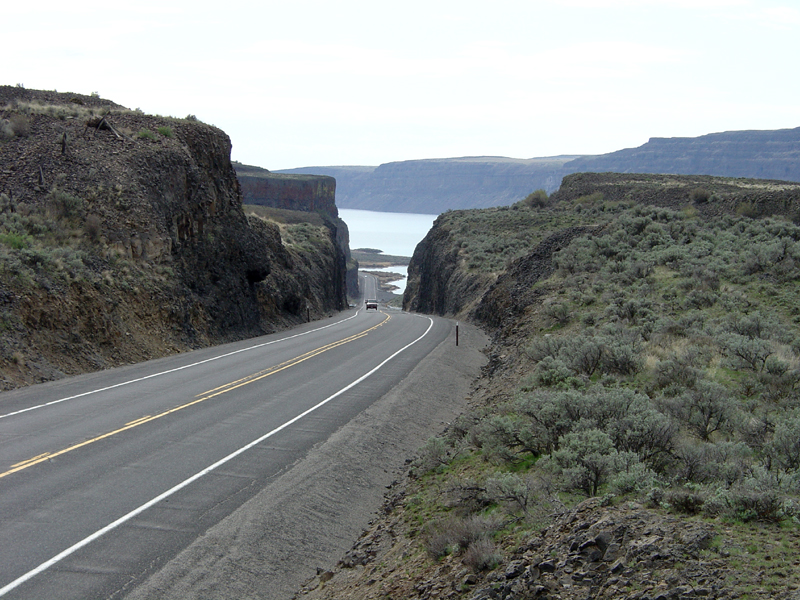

في الهندسة المدنية، القطع أو الاقتطاع هو إزالة التربة أو الصخور من ارتفاع نسبي على طول الطريق. ويستخدم هذا المصطلح أيضًا في إدارة النهر لتسريع تدفق المجرى المائي بقطع التيار المتعرج قطعًا قصيرةً.
يستخدم القطع عادةً في بناء الطرق، والسكك الحديدية، والقنوات لتقليل طول ودرجة انحدار المسار. تستخدم أعمال بناء القطع والردم نواتج القطع لملء الممر الضيق الشديد الانحدار لإنشاء طرق مستقيمة نسبيًا بتكلفة ثابتة على درجات انحدار ثابتة.
تستخدم الاقتطاعات كبدائل للطرق غير المباشرة أو السدود أو الجسور. تتمتع أيضًا بميزة انخفاض التلوث الضوضائي نسبيًا عن حلول السكك المرتفعة أو تقاطعات الطرق.

## نبذة تاريخية
يظهر مصطلح القطع في أدب القرن التاسع عشر لتحديد قطع الصخور التي عَدلت درجات انحدار خطوط السكك الحديدية إلى المتوسطة. يُعرف قاموس السكك الحديدية الشامل لعصر السكك الحديدية القطع بأنه «قطع ممر للطريق عبر عائق من الصخور أو التراب».

## الإنشاء
يمكن إنشاء القطع بتمريرات متعددة لمجرفة أو ممهدة أو مكشطة أو حفارة، أو عن طريق التفجير. إحدى الوسائل غير المعتادة لإنشاء القطع هي إزالة سقف النفق وإضاءته بضوء النهار. تُوازن المواد التي تجري إزالتها من القطع بشكل مثالي مع المواد اللازمة لردم نفس المسار، ولكن هذا ليس الحال دائمًا عندما تكون المواد المقطوعة غير مناسبة للاستخدام في الردم.
تستخدم الكلمة أيضًا بنفس المعنى في التعدين، مثلما هو الحال في منجم قطع مفتوح. غالبًا ما يوفر استخدام القطع منتجات ثانوية كشكل من أشكال استخراج المعادن، وعادة ما تكون رملًا أو طينًا أو حصى. تكلفة بناء مصارف المياه، وتعزيز الضفاف ضد الانهيارات الأرضية، وارتفاع منسوب المياه الجوفية، هي عوامل تحد عادة من استخدامها في مناطق معينة.

### أنواع القطع
يوجد نوعان على الأقل من القطع، القطع الجانبي والقطع المحدود. يسمح الأول بمرور طريق النقل على طول التل أو حوله، حيث يكون المنحدر ممتدًا عبر الطريق أو السكة الحديدية. يمكن تشكيل قطع جانبي من خلال الصب الجانبي، أي يوازن القطع على الجانب المرتفع بتحريك المادة لبناء الجانب المنخفض للوصول إلى سطح مستوٍ للطريق. وعلى النقيض من ذلك، يتطلب القطع المحدود، عندما تكون درجة الانحدار المتاخمة أعلى على كلا جانبي الطريق، إزالة المواد من المنطقة حيث لا يمكن تفريغها على طول المسار.
الحافة عبارة عن قطع في جانب الجرف أعلى قاع الأخدود.

#### قطعالهويس
قطع الهويس هو تعديل جزء من نهر أو مجرى مائي داخلي آخر على الفور من منبع ومصب الهويس لتوفير مواقع للقوارب للرسو أثناء انتظار فتح بوابات الهويس أو للسماح للناس بالصعود أو إنزال السفن.